# Horatio Alger
Horatio Alger, Jr. (Chelsea, Massachusetts, 13 de gener de 1832, - Natick, Massachusetts, 18 de juliol de 1899) va ser un escriptor estatunidenc.
Era fill d'un pastor protestant unitari, es va graduar a la Universitat Harvard amb honors i després va obtenir un títol en Teologia. Va ser obligat a deixar el seu púlpit després d'ocupar-lo durant dos anys, això a causa d'unes acusacions que se li van fer sobre activitats inadequades amb els adolescents, fet que va plasmar en els seus escrits. El 1971 es van descobrir documents que demostraven les seves tendències homosexuals i pederastes.
Va començar la seva carrera amb l'obra Ragged Dick de 1868, va escriure més de cent llibres que van ser gairebé similars en la prèdica que mitjançant l'honestedat, la perseverança i l'ardu treball, un noi pobre però virtuós tindria el seu recompensa justa.
Les seves obres van vendre més de vint milions de còpies, malgrat els frèvols diàlegs i trames, sent Alger un dels més populars i influents escriptors (en l'aspecte social) de finals del segle xix.

## Obres en línia

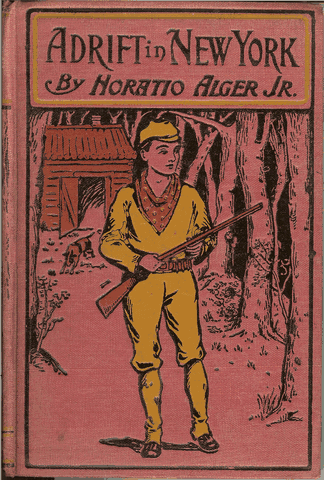
Coberta de l'edició de 1900 de Adrift in New York, de Horatio Alger, Jr.

- Helping Himself; or, Grant Thornton's Ambition (1886)
- Slow and Sure; The Story of Paul Hoffman the Young Street-Merchant (1872)
- The Store Boy; or, The Fortunes of Ben Barclay (1887)
- Strive and Succeed; or, The Progress of Walter Conrad (1872)
- The Telegraph Boy (1879)
- The Young Bank Messenger (1898)